# Clanoptilus
Genre
Taxons de rang inférieur
- Clanoptilus (Clanoptilus) Motschulsky, 1853
- Clanoptilus (Hypoptilus) Mulsant & Rey, 1867

Clanoptilus est un genre d'insectes coléoptères de la famille des Melyridae et de la sous-famille des Malachiinae et de la tribu des Malachiini.

## Espèces
- Clanoptilus abdominalis (Fabricius, 1793)
- Clanoptilus affinis (Ménétriés, 1832)
- Clanoptilus ambiguus (Peyron, 1877)
- Clanoptilus arnaizi (Pardo, 1966)
- Clanoptilus brodskyi Svihla, 1987
- Clanoptilus calabrus (Baudi, 1873)
- Clanoptilus durandi (Pardo, 1970)
- Clanoptilus elegans (Olivier, 1790)
- Clanoptilus emarginatus (Krauss, 1902)
- Clanoptilus falcifer (Abeille de Perrin, 1882)
- Clanoptilus geniculatus (Germar, 1824)
- Clanoptilus imperialis (Morawitz, 1861)
- Clanoptilus italicus (Pardo, 1967)
- Clanoptilus karpathosensis Wittmer, 1988
- Clanoptilus laticollis (Rosenhauer, 1856)
- Clanoptilus maculiventris (Chevrolat, 1854)
- Clanoptilus marginellus (Olivier, 1790)
- Clanoptilus parilis (Erichson, 1840)
- Clanoptilus rufus (Olivier, 1790)
- Clanoptilus spinipennis (Germar, 1824)
- Clanoptilus spinosus (Erichson, 1840)
- Clanoptilus strangulatus (Abeille de Perrin, 1885)